# Isaac Chuang
Isaac L. Chuang (* 1968) ist ein US-amerikanischer Elektroingenieur und Quantenrechner-Pionier.

## Leben
Chuang studierte Physik und Elektrotechnik am Massachusetts Institute of Technology, mit dem Bachelor in Physik 1990 und dem in Elektrotechnik 1991, dem Master-Abschluss in Elektrotechnik 1991. Er wurde 1997 an der Stanford University in Elektrotechnik promoviert. Als Post-Doktorand war er am Los Alamos National Laboratory und der University of California, Berkeley. Danach war er bei IBM. 2000 kam er an das MIT. Er ist dort Professor und leitet die Quanteninformatik-Gruppe am Zentrum für ultrakalte Atome des MIT.
Er war in den 1990er-Jahren ein Pionier bei Quantenrechnern auf NMR-Basis (Kernspins in Molekülen), wandte sich dann aber wegen der besseren technischen Realisierungschancen Quantenrechnern mit Ionenfallen zu. 
Er realisierte bei IBM in den 1990er-Jahren einen NMR-Quantenrechner mit bis zu sieben Qubits und testete darauf den Shor-Faktorisierungsalgorithmus.
Von ihm stammt ein verbreitetes Lehrbuch der Quanteninformationstheorie gemeinsam als Coautor mit Michael Nielsen.
Während des Studiums war er Hertz Foundation Fellow. 2010 wurde er Mitglied der American Physical Society.

## Schriften (Auswahl)
- mit Michael A. Nielsen: Quantum computing and quantum information, Cambridge UP 2000, 2. Auflage 2010,  ISBN 978-1-107-00217-3
- mit Neil Gershenfeld: Bulk Spin-Resonance Quantum Computation, Science, Band 275, 1997, 350–356.
- mit Lieven Vandersypen, Seth Lloyd, Xinlan Zhou, Debbie W Leung: Experimental realization of a quantum algorithm, Nature, Band 393, 1998, S. 143–146, Arxiv
- mit Neil Gershenfeld: Quantum computing with molecules, Scientific American, Band 278, 1998, Nr. 6, S. 66–71.
- mit N. Gershenfeld, M. Kubinec: Experimental implementation of fast quantum searching, Phys. Rev. Lett., Band 80, 1998, S. 3408
- mit D. A. Lidar, K. B. Whaley: Decoherence-free subspaces for quantum computation, Phys. Rev. Lett., Band 81, 1998, S. 2594
- mit D. Gottesman: Demonstrating the viability of universal quantum computation using teleportation and single-qubit operations, Nature, Band 402, 1999, S. 390–393
- mit Vandersypen: NMR techniques for quantum control and computation, Reviews of Modern Physics, Band 76, 2005, S. 1037, Arxiv